# Pometia pinnata
Pometia pinnata är en kinesträdsväxtart som beskrevs av J.R. Forst. & G. Forst.. Pometia pinnata ingår i släktet Pometia och familjen kinesträdsväxter. Utöver nominatformen finns också underarten P. p. tomentosa.